# Commodore LCD
A Commodore LCD (röviden: CLCD) a Commodore International által kifejlesztett, folyadékkristályos kijelzővel szerelt, 8-bites notebook prototípus, mely annak ellenére, hogy bemutatták az 1985 januárjában megrendezett Constumer Electronics Shown (Winter CES 1985), nyilvánosan soha sem forgalmazták.

## Működés
A CLCD kifejlesztésének célja egy könnyű, notebook méretű, jó használható hordozható, elemről is működő számítógép megalkotása volt, melyben használható beépített szoftverek vannak, valamint modem. A Commodore már tett egy próbát hordozható (jobban mondva: "átmozgatható") számítógép megalkotására a Commodore SX-64 képében, de mind a szoftvereket, mind a mentéshez használt üres adathordozókat floppy lemezeken kellett magával vinnie a felhasználónak, továbbá biztosítania kellett a hálózati csatlakozást. Ehhez képest a CLCD 4 db AA elemről volt működtethető, a legfontosabb felhasználó programok (8 db) pedig beépítve voltak megtalálhatók benne. A mentéshez a belső RAM disk volt használható, mely az elemek segítségével kikapcsolt állapotban is meg tudta tartani tartalmát.
A billentyűzet elrendezése a Commodore Plus/4-hez hasonló (pl. kurzornyilak), felépítése pedig az írógépek billantyűzeteihez hasonló. Képernyője 80-oszlopos és 16-soros LCD-kijelző, a képernyőszerkesztés pedig hasonlóan működik, mint a Commodore 64-nél (C64), azzal, hogy az ESC billentyű lenyomására képernyőszerkesztési funkciók választhatók ki (pl. másolás, beszúrás, sortörlés stb.).
Az alkalmazott BASIC 3.6 verzió megegyezik a Commodore 16 és Plus/4 szoftverével. A 96 KB ROM-ban lévő, beépített felhasználói szoftverek a következők: szövegszerkesztő, táblázatkezelő, fájlkezelő, címjegyzék, feladatütemező, számológép, jegyzetelő, telekommunikációs csomag. A számológép és a jegyzetelő bárhonnan és bármikor meghívható, az ütemezőbe bármely naphoz jegyzet menthető. A címjegyzék fejlett kereső és rendszerező funkciókkal bír, a fájlkezelés pedig a C64-es Manager programhoz hasonlóan funkciógombok által vezérelt. A táblázatkezelő a Multiplan nevű szoftverhez hasonló, a szövegszerkesztő pedig tudja az alap igazítási, szövegkiemelési, másolás/beillesztési funkciókat. A telekommunikáció a címjegyzék alapján történő (auto)tárcsázást (tone és pulse), illetve fel- és letöltési funkciókat jelent, ugyanakkor az átvitel paraméterei (pl. átviteli sebesség) szoftverből állíthatók.
Normál soros (RS-232-C) és párhuzamos porttal is rendelkezik, valamint a Commodore saját soros (CBM IEC) csatlakozójával, mely révén kompatibilis a C64-en megszokott külső perifériaegységekkel (pl. 1541 floppymeghajtó stb.). A CLCD rendelkezik a szokásos "user porttal", van a Hewlett-Packard vonalkód-olvasójával (Barcode) kompatibilis DB-9 portja, továbbá a telekommunikációs vonal (telefonhálózat) csatlakoztatására alkalmas két normál RJ-11 foglalat (Phone és Line).

## Projekt-törlés
Az folyadékkristályos (LCD) kijelzőt a Commodore a saját texasi optoelektronikai részlegében fejlesztette ki, mely kivételesen jó háttérvilágítással rendelkezett. Jeff Porter mintegy 15 ezres előrendelést vett fel az új notebookra a CES-en, mely bőven teljesítette Marshall F. Smith vezérigazgató elvárásait.
Bob Russell és Bil Herd Brian Bagnall "The Story of Commodore: A Company on the Edge" című könyvében határozottan állítja, hogy egy CES-en állítólagosan lezajlott magánbeszélgetés során a rivális Tandy Radio Shack (TRS) menedzsmentje győzte meg Smith-t, hogy az LCD hordozható gépek nem fognak pénzt hozni, aki ezért jegelte a termékvonalat. Ha ez valós, akkor a naív Smith egy aljas hazugság áldozata lett, hiszen a Tandy milliószám adott el hordozható LCD rendszereket.